# Lutz Goessing
Ludwig „Lutz“ Goessing (* 13. Mai 1938 in Dortmund) ist ein ehemaliger deutscher Vielseitigkeitsreiter, der 1972 mit der Mannschaft die olympische Bronzemedaille gewann.

## Leben
Lutz Goessing wuchs in Schleswig-Holstein auf dem elterlichen Hof auf. Er startete 1968 für den Reiterverein Warendorf und 1972 für den Reiterverein Brockhagen-Kölckebeck. 1966 und 1967 gewann er die Deutsche Meisterschaft. Bei den Olympischen Spielen 1968 trat Goessing mit Arved an, schied aber nach dem Geländereiten aus. Vier Jahre später wurde Goessing nach einem Sieg in Luhmühlen auch für die Olympischen Spiele 1972 nominiert. Auf dem zehnjährigen Schimmelwallach Chicago belegte er den 13. Platz in der Einzelwertung. Zusammen mit Harry Klugmann, Karl Schultz und Horst Karsten erhielt Goessing in der Mannschaftswertung die Bronzemedaille hinter den Teams aus dem Vereinigten Königreich und aus den Vereinigten Staaten. 
Dafür wurde er am 11. September 1972 mit dem Silbernen Lorbeerblatt ausgezeichnet.
Lutz Goessing war neben der Vielseitigkeitsreiterei immer auch als Springreiter aktiv. Der Landwirt betrieb zusammen mit seiner Gattin in Brockhagen, Gemeinde Steinhagen einen eigenen Turnierstall. Die Pferde des Stalls wurden auf Turnieren durch die Springreiterin Mylène Diederichsmeier, die auf dem Hof der Familie Goessing bereits ihre Ausbildung machte, vorgestellt. Da Goessing plante, seinen Stall aus wirtschaftlichen und persönlichen Gründen Ende September 2010 zu schließen, verließ Diederichsmeier den Stall Goessing. Seit Herbst 2010 werden die Pferde der Familie Goessing von Tim Rieskamp-Goedeking im Sport vorgestellt.
Seit dem Tod seiner Ehefrau Christa am 28. Dezember 2011 ist Lutz Goessing verwitwet.